# Sudogda
Sudogda è una città della Russia europea centrale (oblast' di Vladimir), situata sul fiume omonimo 40 km a sudest da Vladimir; è il capoluogo amministrativo del distretto omonimo.
Compare nelle cronache locali verso l'inizio del XVII secolo, come sloboda di Sudogodskaja (Судогодская слобода); riceve negli anni successivi lo status di villaggio (selo) e il nome attuale. La concessione dello status di città è del 1778, ad opera della zarina Caterina II.
La cittadina è al giorno d'oggi un piccolo centro industriale (chimica e mobili).

## Società

### Evoluzione demografica
Fonte: mojgorod.ru
- 1897: 3.400
- 1926: 4.500
- 1939: 6.200
- 1979: 12.400
- 1989: 14.200
- 2007: 12.500